# Jean-Guy Trudel
Jean-Guy Andre Trudel (Greater Sudbury, 10 ottobre 1975) è un allenatore di hockey su ghiaccio ed ex hockeista su ghiaccio canadese.

## Carriera
Ha militato in numerose squadre nord americane, disputando soltanto 5 partite in NHL (4 con i Phoenix Coyotes e 1 con i Minnesota Wild). In Europa ha vestito la maglia dell'HC Ambrì-Piotta per 4 stagioni dal 2003 al 2007 realizzando ben 105 reti in 177 incontri disputati.
Nel 2009 ha vinto con i Lions la prima edizione della Champions Hockey League, risultando essere il miglior marcatore della competizione. Si è ritirato nel 2010 dopo aver giocato due stagioni agli ZSC Lions di Zurigo, squadra della massima divisione svizzera.

## Palmarès

### Club
- Quebec Major Junior Hockey League: 1

Hull: 1994-1995
- Calder Cup: 1

Houston: 2002-2003
- Champions Hockey League: 1

ZSC Zurigo: 2008-2009
- Victoria Cup: 1

ZSC Zurigo: 2009

### Individuale
- ECHL First All-Star: 1

1997-1998
- AHL First All-Star: 2

2000-2001, 2002-2003
- AHL Second All-Star: 2

1999-2000, 2001-2002
- AHL All-Star Classic: 3

2001, 2002, 2003
- Maggior numero di reti in LNA: 1

2003-2004 (30 reti)
- Capocannoniere della Champions Hockey League: 1

2008-2009 (13 punti)